# Арутюнян, Георгий Эдуардович
Гео́ргий Эдуа́рдович Арутюня́н (арм. Գեորգի Էդուարդի Հարությունյան; род. 9 августа 2004 года, Балаково, Саратовская область) — армянский и российский футболист, защитник клуба «Академия Пушкаша» и сборной Армении.

## Биография
Георгий Арутюнян родился в Балаково, Саратовская область, в семье армянских переселенцев из Ванадзора, переехавших в Россию в 1993 году.

## Клубная карьера

### «Краснодар»
Воспитанник академии «Краснодара». В составе юношеской команды клуба стал победителем ЮФЛ-1 в сезоне 2021/22 и по итогам сезона вошёл в символическую сборную лиги. На профессиональном уровне дебютировал в составе фарм-клуба «Краснодара» 7 августа 2022 года, отыграв весь матч против «КАМАЗа» в рамках 4-го тура Первой лиги.
27 мая 2023 года Арутюнян дебютировал за основную команду «Краснодара» в матче Российской премьер-лиги против московского ЦСКА, отыграв весь матч. В сезоне 2023/24 он сыграл 4 матча в РПЛ и отметился голом в Кубке России.

### «Академия Пушкаша»
25 января 2025 года Арутюнян подписал контракт с венгерским клубом «Академия Пушкаша» сроком на три с половиной года. 10 февраля 2025 года Георгий Арутюнян дебютировал за новый клуб, выйдя с первых минут в матче против «Ференцвароша» в рамках 19-го тура чемпионата Венгрии и помог команде одержать минимальную победу над столичным клубом (1:0).
Георгий Арутюнян успешно завершил свой первый сезон в составе «Академии Пушкаша», завоевав вместе с командой серебряные медали чемпионата Венгрии. В сезоне 2024/25 он провёл 15 матчей, отметившись одной голевой передачей. В течение этого сезона Арутюнян продемонстрировал универсальность: начав на привычной позиции центрального защитника, он также выходил на поле в роли левого защитника, а под конец сезона играл в опорной зоне полузащиты.

## Карьера в сборной
Вызывался в юношеские сборные России, в составе которых провёл 9 товарищеских матчей.
В марте 2023 года получил вызов в сборную Армении, за которую дебютировал 25 марта в матче отборочного этапа чемпионата Европы 2024 против Турции (1:2).

## Статистика выступлений

### Клубная
| Выступление      | Выступление      | Выступление      | Чемпионат | Чемпионат | Кубки | Кубки | Итого | Итого |
| Клуб             | Лига             | Сезон            | Игры      | Голы      | Игры  | Голы  | Игры  | Голы  |
| ---------------- | ---------------- | ---------------- | --------- | --------- | ----- | ----- | ----- | ----- |
| → Краснодар-2    | ФНЛ              | 2022/23          | 10        | 0         | —     | —     | 10    | 0     |
| → Краснодар-2    | 2.Лига(А)        | 2023/24          | 6         | 2         | —     | —     | 6     | 2     |
| → Краснодар-2    | 2.Лига(А)        | 2024/25          | 5         | 1         | —     | —     | 5     | 1     |
| → Краснодар-2    | Итого            | Итого            | 21        | 3         | —     | —     | 21    | 3     |
| Краснодар        | РПЛ              | 2022/23          | 2         | 0         | 1     | 0     | 3     | 0     |
| Краснодар        | РПЛ              | 2023/24          | 4         | 0         | 6     | 1     | 10    | 1     |
| Краснодар        | РПЛ              | 2024/25          | 0         | 0         | 7     | 0     | 7     | 0     |
| Краснодар        | Итого            | Итого            | 6         | 0         | 14    | 1     | 20    | 1     |
| Академия Пушкаша | OTP Bank Liga    | 2024/25          | 14        | 0         | 1     | 0     | 15    | 0     |
| Академия Пушкаша | Итого            | Итого            | 14        | 0         | 1     | 0     | 15    | 0     |
| Всего за карьеру | Всего за карьеру | Всего за карьеру | 41        | 3         | 15    | 1     | 56    | 4     |

### Сборная
| Армения | Армения | Армения | Армения |
| Год     | Игры    | Голы    |         |
| ------- | ------- | ------- | ------- |
| 2023    | 10      | 0       |         |
| 2024    | 10      | 0       |         |
| 2025    | 3       | 0       |         |
| Всего   | 23      | 0       |         |

| №  | Дата             | Оппонент           | Счёт | Голы | Пасы | Карточки | Минуты  | Соревнование                   |
| -- | ---------------- | ------------------ | ---- | ---- | ---- | -------- | ------- | ------------------------------ |
| 1  | 25 марта 2023    | Турция             | 1:2  | —    | —    | —        | 90'     | Отбор ЧЕ-2024 (группа D)       |
| 2  | 28 марта 2023    | Кипр               | 2:2  | —    | —    | —        | 45' 46' | Товарищеский матч              |
| 3  | 16 июня 2023     | Уэльс              | 4:2  | —    | —    | —        | 90'     | Отбор ЧЕ-2024 (группа D)       |
| 4  | 19 июня 2023     | Латвия             | 2:1  | —    | —    | —        | 90'     | Отбор ЧЕ-2024 (группа D)       |
| 5  | 8 сентября 2023  | Турция             | 1:1  | —    | —    | —        | 90'     | Отбор ЧЕ-2024 (группа D)       |
| 6  | 13 сентября 2023 | Хорватия           | 0:1  | —    | —    | —        | 90'     | Отбор ЧЕ-2024 (группа D)       |
| 7  | 12 октября 2023  | Латвия             | 0:2  | —    | —    | —        | 90'     | Отбор ЧЕ-2024 (группа D)       |
| 8  | 17 октября 2023  | Северная Македония | 1:3  | —    | —    | —        | 89' 89' | Товарищеский матч              |
| 9  | 18 ноября 2023   | Уэльс              | 1:1  | —    | —    | —        | 90'     | Отбор ЧЕ-2024 (группа D)       |
| 10 | 21 ноября 2023   | Хорватия           | 0:1  | —    | —    | —        | 90'     | Отбор ЧЕ-2024 (группа D)       |
| 11 | 22 марта 2024    | Косово             | 0:1  | —    | —    | —        | 90'     | Товарищеский матч              |
| 12 | 26 марта 2024    | Чехия              | 1:2  | —    | —    | —        | 90'     | Товарищеский матч              |
| 13 | 4 июня 2024      | Словения           | 1:2  | —    | —    | —        | 90'     | Товарищеский матч              |
| 14 | 6 июня 2024      | Казахстан          | 2:1  | —    | —    | —        | 90'     | Товарищеский матч              |
| 15 | 7 сентября 2024  | Латвия             | 4:1  | —    | —    | —        | 90'     | Лига нации 2024/25 (группа С)  |
| 16 | 10 сентября 2024 | Северная Македония | 0:2  | —    | —    | —        | 90'     | Лига нации 2024/25 (группа С)  |
| 17 | 10 октября 2024  | Фарерские острова  | 2:2  | —    | —    | —        | 90'     | Лига нации 2024/25 (группа С)  |
| 18 | 13 октября 2024  | Северная Македония | 0:2  | —    | —    | —        | 25' 65' | Лига нации 2024/25 (группа С)  |
| 19 | 14 ноября 2024   | Фарерские острова  | 0:1  | —    | —    | 31'      | 85' 85' | Лига наций 24/25 (группа С)    |
| 20 | 17 ноября 2024   | Латвия             | 2:1  | —    | —    | —        | 90'     | Лига наций 24/25 (группа С)    |
| 21 | 20 марта 2025    | Грузия             | 0:3  | —    | —    | —        | 90'     | Лига нации 2024/25 (стыки B/С) |
| 22 | 23 марта 2025    | Грузия             | 1:6  | —    | —    | —        | 90'     | Лига нации 2024/25 (стыки B/С) |
| 23 | 6 июня 2025      | Косово             | 2:5  | —    | —    | —        | 90'     | Товарищеский матч              |

Итого: сыграно матчей: 23 матча / забито голов: 0; победы: 5, ничьи: 4, поражения: 16.

#### Голы
| № | Дата           | Клуб      | Соревнование                  | Место, зрителей                    | Соперник             | Вратарь       | Гол счёт матча | тип гола    | ссылка |
| - | -------------- | --------- | ----------------------------- | ---------------------------------- | -------------------- | ------------- | -------------- | ----------- | ------ |
| 1 | 4 октября 2023 | Краснодар | Кубок России 23/24 (группа D) | «Краснодар», Краснодар (Д), 11 128 | Пари Нижний Новгород | Кукушкин Иван | 2—0 (3—0)      | ногой-левой | 4:12   |

## Достижения
«Краснодар»
- Серебряный призёр чемпионата России: 2023/24
- Финалист Кубка России: 2022/23

«Академия Пушкаша»
- Серебряный призёр чемпионата Венгрии: 2024/25